# Balibo (filme)
Balibo é um filme de guerra australiano de 2009 que segue a história dos "Cinco de Balibo" (Balibo Five), um grupo de jornalistas (dois australianos, dois britânicos e um neo-zelandês) que foram capturados e mortos enquanto trabalhavam pouco antes da invasão indonésia de Timor-Leste em 1975. Embora historicamente preciso, o filme é vagamente baseado no livro Cover-Up de Jill Jolliffe, uma jornalista australiana que conheceu os homens antes de serem mortos.
O filme segue o jornalista Roger East, interpretado por Anthony LaPaglia, que viaja para Timor-Leste em 1975 para investigar as mortes dos Cinco de Balibo as vésperas da invasão indonésia de Timor-Leste. Oscar Isaac interpreta o jovem José Ramos-Horta (que mais tarde receberia o Prêmio Nobel da Paz e se tornaria o segundo presidente de Timor Leste) que se une a East no filme.
As filmagens começaram em 30 de junho de 2008, em Dili, Timor-Leste, e o filme foi lançado no ano seguinte. Foi produzido pela Arenafilm na Austrália, com Robert Connolly como diretor, David Williamson como roteirista e o professor Clinton Fernandes como consultor histórico. LaPaglia, também produtor executivo, declarou que Roger East foi "provavelmente o melhor papel que já tive".

## Sinopse
A história é contada pelo jornalista veterano Roger East. Apresentado como um correspondente estrangeiro, antes destemido, mas que no momento trabalhava em relações públicas em Darwin. East é atraído para Timor-Leste por José Ramos-Horta, da Fretilin; na época o jovem e carismático secretário de Relações Exteriores do país. Inicialmente recusando se envolver, o jornalista muda de ideia depois que Ramos-Horta mostra fotos de cinco repórteres desaparecidos na cidade fronteiriça de Balibo.

## Elenco
- Anthony LaPaglia como Roger East
- Oscar Isaac como José Ramos-Horta
- Damon Gameau como Greg Shackleton
- Gyton Grantley como Gary Cunningham
- Nathan Phillips como Malcolm Rennie
- Mark Winter como Tony Stewart
- Thomas Wright como Brian Peters

## Produção
Balibo foi o primeiro longa-metragem a ser realizado em Timor-Leste. As filmagens em Dili começaram em 31 de julho de 2008, com a polícia das Nações Unidas fechando as estradas, para permitir que as cenas fossem filmadas.
A versão dos eventos mostrada no filme foi validada por um legista australiano em 2007. Após uma nova revisão das evidências, o legista determinou que os jornalistas foram executados enquanto tentavam se render às forças indonésias, contrariando a versão oficial de Jacarta que sempre sustentou que os jornalistas morreram acidentalmente durante um fogo cruzado quando as tropas indonésias combateram os rebeldes timorenses da Fretilin. O filme retrata os jornalistas, que trabalhavam para redes de televisão australianas, sendo brutalmente executados sob as ordens dos militares indonésios para impedir que as notícias da invasão fossem divulgadas internacionalmente. O diretor Robert Connolly declarou que não pretendia provocar Jacarta, mas queria examinar um momento importante da ocupação de Timor-Leste pela Indonésia, que durou de 24 anos e provocou a morte de cerca de 183.000 pessoas.

## Proibição da Indonésia
O filme estreou na Indonésia no Festival Internacional de Cinema de Jacarta de 2009. No entanto, antes de uma exibição privada, o filme foi banido pela Agência de Censura para Filmes da Indonésia. O ministro das Relações Exteriores da Indonésia, Marty Natalegawa, afirmou que a proibição era evitar uma "percepção negativa global da Indonésia". Os militares indonésios apoiaram a proibição, com um porta-voz dizendo que o filme poderia prejudicar as relações da Indonésia com Timor-Leste e Austrália. Também repetiu a versão oficial dos eventos, a saber, que os jornalistas foram mortos em um fogo cruzado, e não pelas tropas indonésias.